# EgyptAir
EgyptAir («Иджиптэр») (ИАТА: MS, ИКАО: MSR) (араб. مصر للطيران‎, араб. Miṣr lil-Ṭayyārān‎) — авиакомпания, флагманский перевозчик Египта и член Star Alliance. Главным хабом авиакомпании является Международный аэропорт Каир. Авиакомпания полностью принадлежит египетскому правительству, осуществляет регулярные пассажирские и грузовые перевозки в более 70 аэропортов Европы, Африки, Среднего и Дальнего Востока, США и Канады, а также активно присутствует на внутреннем рынке авиаперевозок.
EgyptAir является второй по размеру авиакомпанией Африки. Авиакомпания вступила в Star Alliance 11 июля 2008 года, став первым членом альянса из стран Ближнего Востока.
Эмблемой авиакомпании является изображение Хора, бога неба в египетской мифологии, который обычно изображается в виде сокола или человека с головой сокола. Кроме того, Хор в мифологии является крылатым богом солнца.

## История

### Создание авиакомпании
EgyptAir была создана 7 мая 1932 года, коммерческие операции начались в августе 1933 года на Spartan Cruiser на маршруте Каир-Александрия. Самолёт мог везти только четырёх человек, включая двух пилотов. Рейсы осуществлялись при сотрудничестве с Airwork Company, которая в то время называлась Misr Airwork.
EgyptAir является второй по величине авиакомпанией африканского континента (уступая только South African Airways) и второй по величине арабской авиакомпанией (после Saudi Arabian Airlines). Тем не менее, в историческом смысле у египетского национального перевозчика не было конкурентов; начиная с момента создания в 1932 году он являлся самой старой авиакомпанией, обслуживающей Африку и арабский мир. Несмотря на то, что в 1930-е в Африке возникали новые авиакомпании, до середины 1940-х ни одна из них не получила дальнейшего развития. Кроме того, до экономического роста Саудовской Аравии в связи с ростом в разработкой нефтяных месторождений, единственной арабской авиакомпанией, которая могла конкурировать с EgyptAir по размеру была ливанская Middle East Airline. Маршрутная сеть авиакомпании охватывает Европу, Средний Восток, Дальний Восток, Африку, Австралию, Индию и Северную Америку.
Раннее создание EgyptAir связано с тем положением, которое играл Египет в развитии авиационных маршрутов Британской империи. Через несколько месяцев после завершения Первой мировой войны Королевские ВВС (RAF) начали работу по открытию воздушных маршрутов на юг от Каира до Кейптауна и на восток от Каира до Багдада. С середины 1920-х годов самолёты RAF совершали рейсы в обоих этих направлениях. В 1925 году британский парламент согласился с тем, чтобы недавно созданная Imperial Airways постепенно принимала эти маршруты у военных. В результате Imperial Airways начала регулярные рейсы из Египта в Ирак в 1927 году, а затем продлила этот маршрут до Индии в 1929 году. Рейсы из Египта в британскую Восточную Африку начались в 1931 году. Оба регулярных рейса были совмещены в Египте Imperial Airways с её рейсами в и из Великобритании.
В 1931 Египет стал важным транспортным цехом Британской Империи. В это время видный египетский экономист Талаат Харб предвидел, что роль Египта как транспортного центра должна возрасти, чему способствовало два события: продление в 1932 году рейса Imperial Airways из Каира до Кейптауна и перемещение маршрутов в Индию с политически сложного иранского побережья Персидского залива к более безопасному южному побережью Залива.
Оба эти события произошли в 1932 году, в это время Талаат Харб познакомился с британским партнёром в Airwork, известной в то время авиакомпанией с интересами в авиации и амбициями развивать регулярные авиарейсы в сотрудничестве с Imperial Airways. Это привело к созданию в 1932 году Misr Airwork, в котором Египетский банк в Каире получил 85 %, инвестировав 20 000 египетских фунтов, а Airwork получила 10 %, Таалат Харб и его египетские коллеги — 5 %.
Первым шагом новой компании стало создание лётной школы в быстрорастущем аэропорту Алмаза в предместье Каира Гелиополисе. Airwork к этому времени принимал участие в программах обучения пилотов в Британии и Талаат Харб был рад оказать содействие развитию подобных программ в Египте. Был приобретен небольшой флот самолётов De Havilland Gypsy Moth, которые обеспечили базу развития авиационной индустрии Египта. Летом 1933 года Airwork организовал импорт Spartan Cruiser во временную аренду из флота материнской авиакомпании.
В августе 1933 года этот самолёт начал осуществлять регулярные ежедневные рейсы из Каира в западный порт Мерса Матрух через Александрию. Высокий спрос на авиарейсы в первый же месяц привёл к увеличению частоты полётов между Каиром и Александрией. С начала зимнего туристического сезона в декабре 1933 года был открыт новый маршрут в долину Нила из Каира в Асуан через Асьют и Луксор дважды в неделю.
На следующий год Misr Airwork начал осуществлять международные рейсы в Лидду и Хайфу в Палестине. Дальнейшее развитие имело место в 1936 году с открытием нового рейса на Кипр и в Багдад. В это время у авиакомпании был флот из собственных самолётов производства De Havilland, флагманом флота был 14-местный DH86 Express, которых было 4 машины. В это время, с развитием туризма в Египет и Палестину, отчасти благодаря деятельности агентства Томас Кук, открывались новые рейсы Imperial Airways.

### После Второй мировой войны
После начала Второй мировой войны управление и собственность авиакомпании перешли к правительству Египта, после чего маршрутная сеть авиакомпании сохранилась, но значительно возросла частота и полётов, а авиакомпания получила новое название — Misr Airlines. После войны Египетские авиалинии, по-прежнему под контролем правительства, вернулись к гражданским рейсам, приоритетной задачей тогда встало возобновление программы подготовки пилотов, для чего стали использоваться приобретённые у США 10 самолётов производства Beechcraft. В начале 1948 года довоенная сеть была восстановлена полностью, и стало очевидно, что необходимы большие самолёты, чтобы конкурировать с DC-3, которые быстро занияли значительную долю перевозок в регионе.
Регулярные рейсы были возобновлены в 1949 году, после того как авиакомпания приобрела десять самолётов Vickers VC.1 Viking. Эти 28-местные двухдвигательные самолёты позволили быстро увеличить маршрутную сеть, которая удвоилась в период с 1949 по 1952, количество сотрудников авиакомпании достигло 1 000 человек. В это время авиакомпания сменила название на Misrair. Misrair продолжала работать в тесном сотрудничестве со старым партнером Airwork (у которого был приобретен флот Vickers VC.1 Viking и который осуществлял техническую поддержку). Airwork продолжал вести активную деятельность в регионе, создав Sudan Airways в 1946 году. Вскоре после этого Airwork запустил свой собственный собственный «колониальный челнок», организовав рейсы в Восточную и Центральную Африку, используя свой собственный флот Vickers VC.1 Viking, с промежуточными посадками в Каире и Хартуме.

### После Июльской революции 1952 года
Июль 1952 года оказался поворотным для авиакомпании, как и для всей страны — в это время был совершён успешный военный переворот, в результате которого был свергнут король Фарук I, а в 1953 году страна становится республикой, сначала её президентом становится Мохаммед Нагиб, а в 1956 году — Гамаль Абдель Насер. При Нагибе в работе авиакомпании был отмечен застой. Новые маршруты были закрыты вскоре после их введения. была предпринята попытка ввести в эксплуатацию новые типы самолётов, но и она оказалась неудачной. С приходом к власти Насера интерес властей к национальной авиакомпании значительно возрос.
Первым шагом стал ввод в эксплуатацию в 1956 году флота Vickers Viscount британской постройки. После этого в 1958 году были приобретены самолёты DC-3, что позволило заменить технику, эксплуатировавшуюся на внутренних рейсах в Египте. Последним шагом программы обновления флота стало приобретение в 1960 году самолётов De Havilland Comet для дальнемагистральных рейсов. Приобретение Viscount открыло для Misrair возможность открыть рейсы в Лондон, это направление вскоре станет для авиакомпании ключевым. С другой стороны, получение реактивных самолётов Comet дало возможность открыть рейсы в Бомбей в 1961 году и в Токио в 1962.
В 1962 году компанию начали преследовать финансовые затруднения. До этого Misrair ежегодно оканчивала с прибылью, даже в трудный период в середине 1950-х, и только 1952 год, год революции был убыточным. В 1962 компания испытала значительное снижение доходов. Причиной этому послужили снижение прибыльности бомбейского рейса, возросшая конкуренция на рейсах в Токио, а также технически сложной эксплуатацией Comet по сравнению с Boeing 707 и Douglas DC-8, которые в то время выходили на дальнемагистральные маршруты.
Более фундаментальной проблемой была политическая ситуация, возникшая после решения 1958 года объединить авиакомпании Египта, Сирии и Ирака в одну авиакомпанию под названием United Arab Airlines, которая бы стала флагманским перевозчиком недавно созданной Объединённой Арабской Республики (ОАР). Сирия присоединилась к Египту в 1958 году, однако в 1961 вышла из ОАР; Ирак так никогда и не вошёл в её состав.
Несмотря на то, что правительство Египта формально провело реорганизацию авиакомпании и переименовало Misrair в United Arab Airlines в начале 1960 года, сирийское правительство не сразу согласовало этот план слияния с Syrian Airways, главной проблемой стало сопротивление частных акционеров Syrian Airways согласовать сроки объединения. Тем не менее, во время переговоров по объединению был открыт рейс между Каиром и Алеппо, на котором были установлены низкие цены за билет, что способствовало развитию пассажирских перевозок между двумя странами. С начала 1961 года рейсы египетских и сирийских партнёров были объединены под названием новой авиакомпании. Однако это соглашение не выдержало и до конца года, в октябре Сирия вышла из союза и создала новую государственную авиакомпанию Syrian Arab Airline, которая быстро восстановила маршрутную сеть, которую создавала её частная предшественница.
В то время как Syrian Arab начал осуществлять программу развития и модернизации (её первый рейс в Европу был осуществлён в 1963 году), UAA (как в то время называлась Misrair) испытывала глубокий кризис. Смена названия и неустойчивая политическая ситуация, с которыми он был связан, вызвали крупные маркетинговые проблемы. Другой проблемой было сомнительное состояние безопасности полётов, так как за 14 месяцев в 1961-62 годах катастрофы с человеческими жертвами случились с четырьмя самолётами авиакомпании — двумя Comet 4 и двумя DC-3.
Важным фактором снижения туризма в Египет стало принятие египетским правительством курса на строительство социализма и сотрудничество с СССР. Сложности с получением займов привели к тому, что самолёты Boeing 707, заказанные ещё в 1961 году, так и не были получены. Существовали значительные трудности с получением свободно конвертируемой валюты и с обеспечением запасными частями флота Comet и Viscount. Кроме того, неконтролируемое увеличение штата вылилось в серьёзную организационную проблему.
На положение компании значительное влияние оказала Шестидневная война в 1967 году. Несмотря на то, что в военном смысле Египет потерпел поражение, а в стране начался тяжёлый в экономическом плане период, это событие в конечном счёте позволило национальному перевозчику Египта вернуть свои позиции. После войны жители арабских стран стали считать своим долгом поддержать Египет. Ряд арабских правительств даже рекомендовал своим гражданам ездить на отдых в Египет. В результате количество туристов в Египет в 1970 году превысил рекордный довоенный показатель 1966 года. Арабские фонды также оказали содействие в приобретении в 1968 году первых самолётов Boeing 707, которые позволили возобновить рейсы в Токио и повысить качество обслуживания.

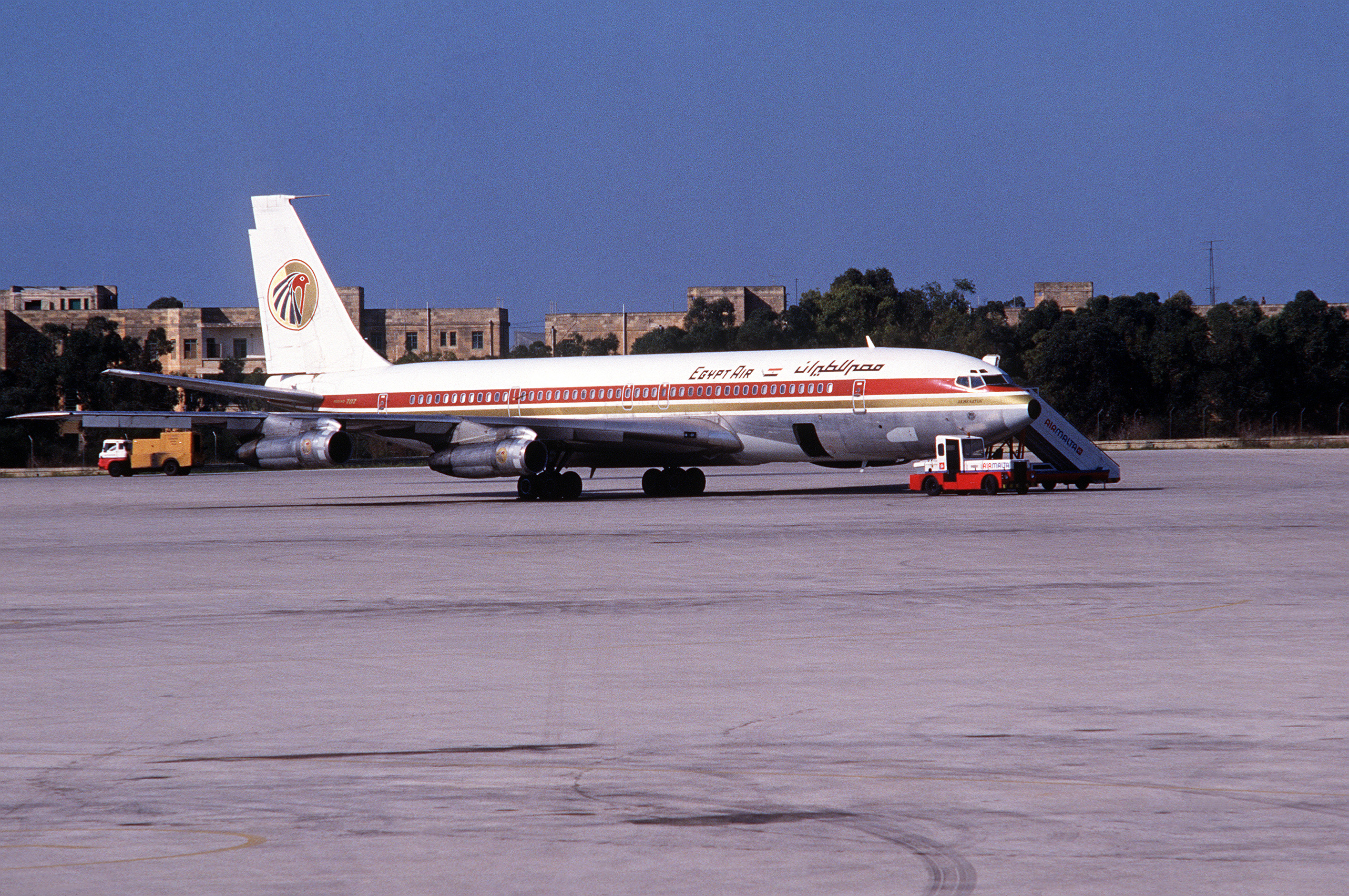
Boeing 707 EgyptAir в аэропорту Мальты в ливрее, использовавшейся с 1970-х по 1996 годы.

Новая политическая ситуация привела к появлению проекта слияния авиакомпании с авиакомпаниями двух африканских соседей Египта, Ливии и Судана. В результате была создана новая авиакомпания под старым названием United Arab Airlines, в которую вошли кроме национального перевозчика Египта Libyan Arab Airline и Sudan Airways. Несмотря на политические противоречия, которые в конце концов разрушили эту модель, новая UAA имела гораздо лучшую экономическую подоснову, чем её предшественница. Все три авиакомпании могли совместно использовать свои флоты Boeing 707 и получать выгоды от такого совместного использования. Маршрутные сети трёх авиакомпаний перекрывали друг друга и от рационального использования флотов и совместной работы наземных служб была очевидная выгода. В сравнении с большинством европейских перевозчиков каждая из трёх авиакомпаний имела меньшую частоту полётов, обычно два-три полёта в неделю на одном маршруте. Кроме того, слияние дало возможность требовать лучших условий при заключении соглашений о полётах в другие государства. Такой путь развития дал Египту рассчитывать на то, что Каир станет центром технического обслуживания Boeing 707 на Среднем Востоке.
К 1970 году проект объединённой авиакомпании успешно реализовывался; следующим этапом должна была стать реорганизация служб зарубежных представительств авиакомпаний. Предполагалось, что обслуживание рейсов авиакомпаний в европейские и азиатские страны будет выполняться главным образом из Каира, североафриканских направлений — в Триполи, а все остальные африканские назначения — в Хартуме. Однако в 1970 году снова изменилась политическая ситуация в Египте: к власти в стране пришёл Анвар Садат. Это событие привело к изменению политических отношений в регионе, выделению национальной авиакомпании в 1971 году под названием, под которым она существует сегодня, EgyptAir. Ещё более значительные последствия имели итоги Войны Судного дня в октябре 1973 года, разрыв отношений Египта с СССР в 1974 году и восстановлению близких отношений между Египтом и Соединенными Штатами.
В результате такого резкого изменения политического курса, который привёл к отказу от противостояния с Израилем и подписанию Кемп-Девидских соглашений Египет бойкотировали богатейшие страны Залива, что оказало непосредственное влияние на работу авиакомпании. Пассажирооборот авиакомпании рос медленно, основу флота авиакомпании составляли Boeing 707 и ранние модели Boeing 737. При этом такие авиакомпании как Saudia и IranAir пользовались большим уважением в арабском мире, а, с другой стороны, стали появляться лучше технически оснащённые конкурирующие авиакомпании, такие как Gulf Air.

### После 1981 года
Приход к власти после убийства Садата в 1981 году Хосни Мубарак привёл к большей ориентации страны на рыночную экономику и приток иностранных инвестиций. Хосни Мубарак (который был военным лётчиком) проявил большой интерес к работе авиакомпании и провёл ряд мероприятий по выводу её из кризиса. Руководителем авиакомпании EgyptAir был назначен маршал ВВС Мухаммед Райян, который был хорошим авиационным специалистом и зарекомендовал себя как сильный руководитель.
В 1981 году для обновления флота авиакомпании были заказаны восемь Airbus A300, флот авиакомпании достиг 30 единиц. Райян не стремился открывать новые маршруты, сосредоточившись на укреплении региональной базы EgyptAir. При нём был построен собственный терминал в аэропорту Каира, проведена компьютеризация управления компанией, а также внедрена программа обучения персонала.
Переезд штаб-квартиры в новый современный комплекс позволил расторгнуть неэффективные договора и упростить систему управления компанией. EgyptAir также инвестировал 30 млн долл. в программу создания региональной базы техобслуживания.
Другим назначением президента Мубарака, оказавшем большое влияние на работу EgyptAir, было назначение Фуада Султана Министром авиации и туризма. Фуад Султан принял курс на рыночное регулирование авиационной отрасли, что для EgyptAir означало окончание поддержки правительства. EgyptAir более не мог получать субсидии и должен был приобретать авиационную технику только за свой собственный счёт. Штат авиакомпании к этому времени достиг 15 000 человек, что вызывало внешнюю критику.
В ноябре 1985 года самолёт EgyptAir стал объектом одного из самых драматических захватов террористами в истории.
В 1990-91 финансовом году EgyptAir объявил об убытках в сумме 33 млн долл., этот год был отмечен Войной в Персидском заливе, в результате чего увеличилась стоимость топлива и страхования, а поток туристов на Средний Восток уменьшился (кроме того, EgyptAir вывозил граждан Египта из Кувейта и Ирака во время кризиса). Однако перевозчик быстро вернул свои позиции, получив эквивалентную прибыль за первые шесть месяцев 1992-93 финансового года, так как поток туристов резко возрос. EgyptAir приобрёл новую партию самолётов, что обошлось компании в 2.4 млрд долл. и потребовало переподготовки более 300 пилотов.
Весной 1992 года EgyptAir совместно с Kuwait Airways создал чартерную авиакомпанию Sharouk («Восход солнца») Air, в которой EgyptAir получил 51 %, эта авиакомпания функционировала до 2002 года. Впоследствии в 2004 году её место заняла Air Cairo.

## Деятельность компании
EgyptAir является компанией, принадлежащей государству, однако руководство компании имеет право принимать решения также, как в обычной частной компании без участия государства. Компания находится на самофинансировании и не дотируется правительством.

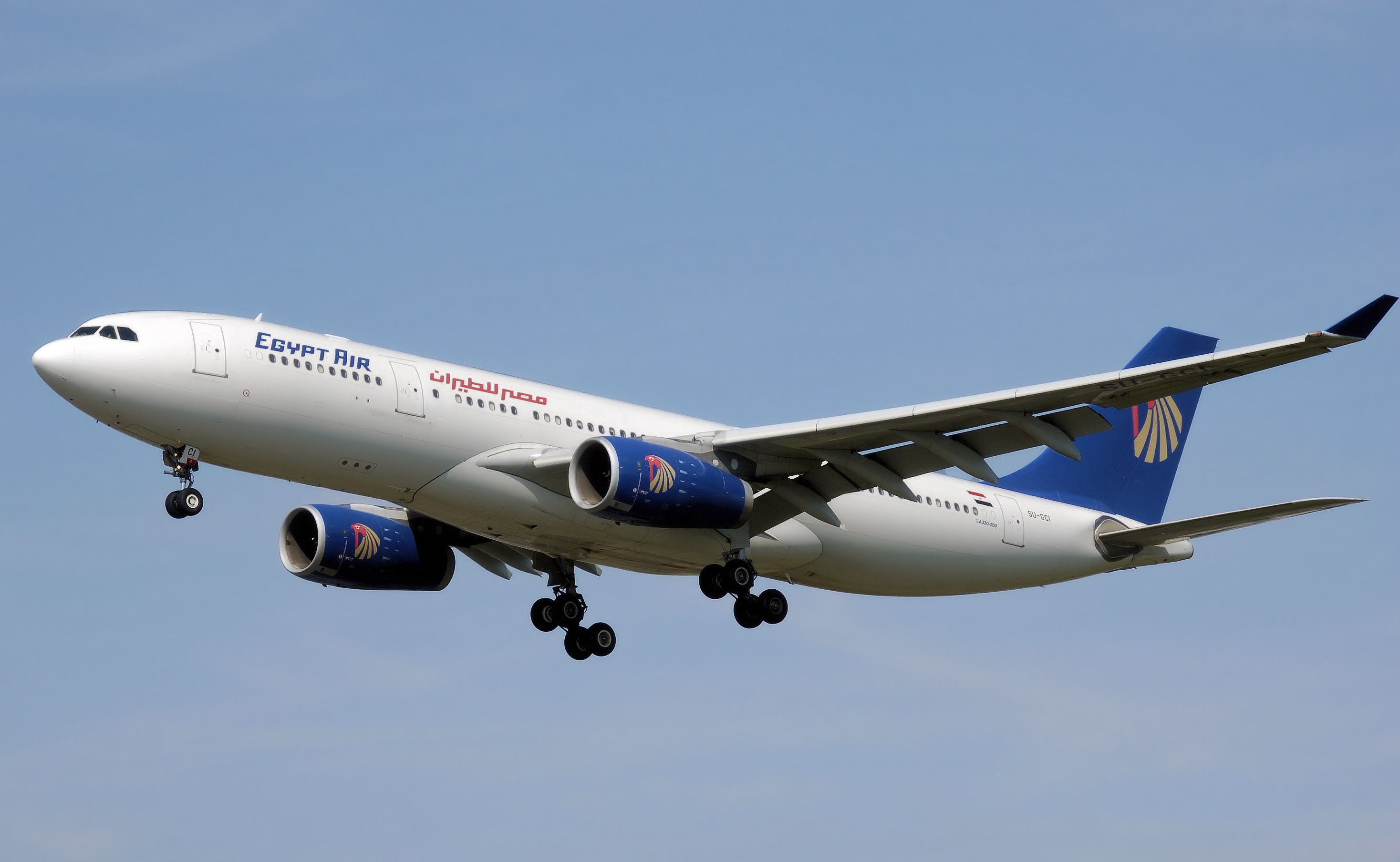
Самолёт Airbus A330-200 EgyptAir после взлёта.

EgyptAir является владельцем авиакомпаний EgyptAir Express, EgyptAir Cargo и Air Sinai. У EgyptAir есть также доли в Air Cairo (40 %) и Smart Aviation Company (20 %). По состоянию на июнь 2007 года в компании EgyptAir Holding Company работает 20 734 человек, из которых 7 600 работает непосредственно на EgyptAir Airlines (авиакомпания как подразделение холдинга).
В 2004 году EgyptAir стала первой авиакомпанией на Ближнем Востоке и в Африке, прошедшей аудит безопасности IATA.
В 2006 году Skytrax присвоил EgyptAir 3 звезды по своей шкале сертификации.
В 2007 году пассажирооборот EgyptAir вырос на 21 % до 7.8 млн пассажиров.
Авиакомпания открыла региональное подразделение EgyptAir Express, флот которой состоит из новых Embraer E-170. Это подразделение осуществляет рейсы между Каиром и местными аэропортами в Шарм-эш-Шейхе, Хургаде, Луксоре, Асуане, Марса Аламе, Абу-Симбеле и Александрии в дополнение к международным перевозкам материнской компании. В феврале 2008, на авиашоу в Сингапуре, было подписано соглашение о приобретении дополнительно 6 Embraer E-170 с доставкой в 2009 году.
EgyptAir Holding Company в прошлые годы отчитывалась о получении значительной прибыли. В 2007—2008 финансовом году прибыль составила 170 млн долл.
16 октября 2007 года Правление альянса Star Alliance проголосовало за принятие EgyptAir в члены альянса. 11 июля 2008 года EgyptAir стала 21-м полноправным членом Star Alliance.
В 2008 году в главном хабе авиакомпании, Международном аэропорту Каира, закончилось строительство Терминала 3. Авиакомпания переведёт все свои рейсы (международные и внутренние) в новый терминал, при этом пропускная способность аэропорта удвоится. Все партнёры авиакомпании по Star Alliance также будут обслуживаться в Терминале 3.
EgyptAir также является членом-основателем авиационного альянса Arabesk Airline Alliance.

### Новый имидж и новая ливрея
В июне 2008 года EgyptAir объявил об изменении вида своего логотипа и новой ливрее для своих самолётов. Новый логотип представляет собой золотое изображение Хора, бога неба и одного из наиболее почитаемых богов Древнего Египта. На самолётах EgyptAir на двигателях нанесены арабские надписи.
Кроме новой ливреи, некоторое количество самолётов EgyptAir планируется перекрасить в ливрею Star Alliance.

## Подразделения
- Air Cairo (40 %)
- Smart Aviation Company (20 %)
- Air Sinai (100 %)

## Флот
В июле 2021 года флот EgyptAir состоял из 70 самолетов, средний возраст которых 7,4 лет:

## Кодшеринговые соглашения
У EgyptAir действуют кодшеринговые соглашения со следующими авиакомпаниями (за исключением партнёров по Star Alliance, куда авиакомпания вступила 11 июля 2008 года):
| - Аэросвит - Gulf Air - Korean Air - Olympic Airlines - Royal Air Maroc - Saudi Arabian Airlines - Tunis Air - Yemenia |

## Инциденты и авиакатастрофы
Авиакатастрофы и инциденты с самолётами EgyptAir с человеческими жертвами:
- 29 января 1973 года разбился самолёт EgyptAir Ил-18 (регистрационный номер SU-AOV) в горах Кириния (Пендадактилос) при подходе к Международному аэропорту Никосии, погибли все 37 человек на борту (7 членов экипажа и 30 пассажиров).
- 10 июля 1974 года самолёт EgyptAir, Ту-154, совершавший тренировочный полёт в районе аэропорта Каира, разбился при уходе на второй круг. Погибли все 6 человек на борту.
- 25 декабря 1976 года самолёт рейса 864 разбился в индустриальном районе Бангкока, Таиланд. 20 из 52 человек на борту погибли, также погибло 72 человека на земле.[8][9]

- 23 ноября 1985 года самолёт рейса 648, Boeing 737, был угнан тремя террористами из группы Абу Нидаль в аэропорт Мальты. После нескольких часов переговоров египетский спецназ штурмовал самолёт. Погибли 2 из 6 членов экипажа и 59 из 90 пассажиров[10].
- 31 октября 1999 года самолёт рейса 990, Boeing 767, вылетевший из Международного аэропорта имени Дж. Ф. Кеннеди в Каир, разбился в Атлантическом океане недалеко от побережья Нантакета. В катастрофе обвинялся первый офицер Джамиль ал-Батути, который, как полагали американские власти, таким образом совершил самоубийство. Египетские власти эту версию отрицают.[11].
- 7 мая 2002 года самолёт рейса 843 разбился при приземлении во время сильного дождя, тумана и песчаной бури в Тунисе, погибло 15 из 64 человек на борту[12].
- 29 марта 2016 года самолёт типа Airbus A320 авиакомпании, который выполнял внутренний рейс 181 из Александрии в Каир, был угнан и совершил вынужденную посадку в Ларнаке на Кипре. По данным СМИ, угонщик угрожал экипажу наличием на нём бомбы (пояса шахида), и принудил пилотов сменить курс на Кипр. Позже, президент Кипра сообщил на пресс-конференции, что у угонщика не было террористических намерений, но он имел свои персональные намерения[13].
- 19 мая 2016 года самолёт типа Airbus A320 авиакомпании, который выполнял рейс MS804 из Парижа в Каир, упал в Средиземное море. По данным СМИ, на борту находилось 56 пассажиров и десять членов экипажа[14].